# Понгіто
Понгіто (Grallaricula) — рід горобцеподібних птахів родини Grallariidae. Включає 10 видів.

## Поширення
Рід поширений в субтропічних і тропічних регіонах Південної Америки.

## Види
- Понгіто мінливобарвний (Grallaricula flavirostris)
- Понгіто рудоволий (Grallaricula ferrugineipectus)
- Понгіто гірський (Grallaricula leymebambae)
- Понгіто строкатий (Grallaricula loricata)
- Понгіто рудоголовий (Grallaricula cucullata)
- Понгіто перуанський (Grallaricula peruviana)
- Понгіто бурий (Grallaricula ochraceifrons)
- Понгіто сіроголовий (Grallaricula nana)
- Понгіто масковий (Grallaricula lineifrons)
- Понгіто венесуельський (Grallaricula cumanensis)